# Patronimic
Un patronim sau un nume patronimic constituie componenta dintr-un nume personal care este dată de numele tatălui, bunicului sau a unui strămoș. 
În sens etimologic acesta arată numele tatălui, fiind deseori urmat de sufixe specifice. A fost introdus în limba franceză în sens larg de nume comun tuturor descendenților unui [ei]: popor, națiuni, rase, categorii, extracții, grup, familii, generații, populații, ramuri, dinastii, etnii, linii, (sau unor: ascendenți, fii, lăstari, originari, copii, urmași,  moștenitori, strămoși,) dobândit din numele unui personaj masculin notabil în grupul respectiv.
Componenta derivată de la numele mamei se numește matronim, sau nume matronimic. 